# Березинец
Березине́ц (бел. Беразіне́ц ) — озеро в Городокском районе Витебской области Белоруссии. Относится к бассейну реки Свина́.
Располагается в 33 км к северо-западу от города Городок, в 0,5 км к северо-востоку от деревни Прудок. Высота над уровнем моря составляет 143,9 м.
Площадь зеркала составляет 0,12 км². Длина озера — 0,6 км, наибольшая ширина — 0,25 км. Длина береговой линии — 2,33 км. Площадь водосбора — 18,9 км².
Через водоём протекает река Прудница, выше и ниже по течению которой расположены озёра Большая Осмота и Жодень соответственно. Участок реки до озера Березинец носит название Копань.